# Smyckesbekard
Smyckesbekard (Pachyramphus minor) är en fågel i familjen tityror inom ordningen tättingar.

## Utbredning och systematik
Fågelns utbredningsområde sträcker sig från södra Venezuela och Guyanaregionen till östra Bolivia och Amazonområdet (Brasilien). Den behandlas som monotypisk, det vill säga att den inte delas in i några underarter.

## Status
IUCN kategoriserar arten som livskraftig.